# Кишинеу-Криш
Кишинеу-Криш (рум. Chişineu-Criş, мађ. Kisjenő) град је у у крајње западнопм делу Румуније, у историјској покрајини Кришана. Кишинеу-Криш припада жупанији Арад и обухвата насељено место Надаб.
Кишинеу-Криш је према последњем попису из 2021. године имао 5.463 становника.

## Географија
Град Кишинеу-Криш је смештен у западном делу историјске покрајине Кришане, 45 километара северно од првог већег града, Арада. Град се налази близу државне границе са Мађарској, која се пружа 13 километара северозападно.
Град је смештен на источном ободу Панонске низије, у подножју планине Бихор, која се издиже источно од града. Надморска висина места је око 92 метра. Кроз град протиче истоимена река Караш.

## Становништво
У односу на попис из 2002., број становника на попису из 2011. се смањио.
| 1977. | 1992. | 2002. | 2011. |
| ----- | ----- | ----- | ----- |
| 8.913 | 9.021 | 8.724 | 7.987 |

Румуни су претежно становништво Кишинеу-Криша (око 72%), а мањина су Мађари (24%) и Роми (3%).

## Галерија
- Положај града Кишинеу-Криш на територији жупаније Арад